# Chapter 2. Why So Serious? – The Misconceptions of Me
Chapter 2. Why So Serious? – The Misconceptions of Me – druga część trzeciego albumu studyjnego południowokoreańskiej grupy SHINee, wydana 29 kwietnia 2013 roku. Część druga, Chapter 1. Dream Girl – The Misconceptions of You została wydana 19 lutego. Osiągnął 1 pozycję na listach przebojów w Korei Południowej, sprzedając się w liczbie 131 438 egzemplarzy. Utwory z obu albumów zostały wydane na kompilacji The Misconceptions of Us z utworami dodatkowymi Neowa Naui Geoli (Selene 6.23) (kor. 너와 나의 거리 (Selene 6.23)) i Beoligo Ga (Better Off) (kor. 버리고 가 (Better Off)).

## Lista utworów
| Nr | Tytuł                                                                    | Słowa                                                              | Muzyka                                                                           | Czas |
| -- | ------------------------------------------------------------------------ | ------------------------------------------------------------------ | -------------------------------------------------------------------------------- | ---- |
| 1. | "Nightmare"                                                              | Kim Bo-min                                                         | Hitchhiker                                                                       | 3:37 |
| 2. | "Why So Serious?"                                                        | Kenzie                                                             | Kenzie, Kim Cheong-bae, Andrew Choi                                              | 3:40 |
| 3. | "Shine" (Medusa I)                                                       | Misfit, Minho                                                      | Teddy Riley, Red Rocket, Kim Tae-seong, Andrew Choi                              | 3:49 |
| 4. | "Orgel" (kor. 오르골 Oleugol)                                            | Jonghyun, Minho                                                    | Iain James Farquharson, Christoper Lee-Joe, Mikko Paavola, Philipe-Marc Anquetil | 3:26 |
| 5. | "Dangerous" (Medusa II)                                                  | Jo Yun-kyeong, Jonghyun                                            | Teddy Riley, Red Rocket, Kim Tae-seong, Andrew Choi                              | 3:32 |
| 6. | "Like a Fire"                                                            | Min Yeong-jae                                                      | Thomas Troelsen, Herbert St. Clair, Crichlow                                     | 3:42 |
| 7. | "Excuse Me Miss"                                                         | Kim Bo-min, Minho                                                  | Amanshia Nunoo, Dwayne Fyne, Ryan Jhun                                           | 3:42 |
| 8. | "Evil"                                                                   | Kenzie, Fridolin Nordsoe Schjoldan, Frederik Tao Nordsoe Schjoldan | Kenzie, Fridolin Nordsoe Schjoldan, Frederik Tao Nordsoe Schjoldan               | 3:27 |
| 9. | "Tteonaji Moshae" (Sleepless Night) (kor. 떠나지 못해 (Sleepless Night)) | Shim Chang-min, Minho                                              | Im Kwang-ok, Matthew Tishler                                                     | 4:41 |

## Nagrody
| Rok  | Nagroda              | Kategoria                          | Rezultat |
| ---- | -------------------- | ---------------------------------- | -------- |
| 2014 | Red Dot Design Award | Communication Design Award Package | Wygrana  |

## Notowania
| Kraj              | Lista                    | Pozycja |
| ----------------- | ------------------------ | ------- |
| Korea Południowa  | Gaon Weekly Album Chart  | 1       |
| Korea Południowa  | Gaon Monthly Album Chart | 1       |
| Japonia           | Oricon Albums Chart      | 8       |
| Tajwan            | G-Music Asia Chart       | 1       |
| Tajwan            | G-Music Combo Chart      | 6       |
| Stany Zjednoczone | Billboard World Albums   | 1       |
| Stany Zjednoczone | Billboard Heatseekers    | 5       |